# Rădești (okręg Alba)
Rădești – wieś w Rumunii, w okręgu Alba, w gminie Rădești. W 2011 roku liczyła 628 mieszkańców.